# Ambarketawang
Ambarketawang is een bestuurslaag in het regentschap Sleman van de provincie Jogjakarta, Indonesië. Ambarketawang telt 22.003 inwoners (volkstelling 2010).